# Tchitrec de paradis
Terpsiphone paradisi
Pour les articles homonymes, voir Paradis (homonymie), Paradisi et Tchitrec.
Espèce
Statut de conservation UICN

 LC  : Préoccupation mineure
Le Tchitrec de paradis (Terpsiphone paradisi), encore appelé en français Moucherolle des Indes, Gobe-mouche de paradis indien ou Gobe-mouche du paradis est une espèce de passereau de taille moyenne. Il était anciennement rangé dans la famille des Muscicapidae, mais a été regroupé avec les gobemouches monarques dans celle des Monarchidae dont la plupart des représentants vivent en Australasie et dans les régions tropicales d'Asie. C'est un migrateur partiel.

## Description
Le tchitrec de paradis mesure 20 cm de long, 50 cm si on inclut la queue.
Cet oiseau au corps blanc est remarquable avec sa tête noire, ses cercles oculaires et son bec bleu vif et sa longue queue pendant prolongée de deux rectrices allongées appelées filets.
Le mâle de cette espèce a une queue allongée gracieuse. Sa queue, ses ailes et le plumage de dessus sont normalement rouge mais, chez certains individus rares, ils peuvent être presque tout blancs.

## Alimentation
C'est un oiseau qui se nourrit d'insectes qu'il attrape en vol sous les couverts forestiers dense.

## Nidification
Le tchitrec de paradis construit dans un arbre, souvent haut au-dessus du sol, un nid en forme de cône renversé avec des herbes collés par des toiles d'araignées.

## Répartition
Il vit dans les forêts du Turkestan à la Mandchourie, dans toute l'Inde et le Sri Lanka auprès de l'archipel malais sur les îles de Sumba et Alor. Il est migrateur et passe l'hiver en Asie tropicale. Il y a des populations résidant dans le sud de l'Inde, de sorte que migrants et résidants se retrouvent dans les mêmes lieux en hiver,.Il est aussi présent dans plusieurs pays Africain

## Sous-espèces
Selon la description initiale de Linné il vivait en Inde Plus tard les ornithologues ont vu cet oiseau spectaculaire dans d'autres parties de l'Asie et ont décrit plusieurs sous-espèces, dont les 13 suivantes sont reconnues aujourd'hui :
- T. p. leucogaster (Swainson, 1838) se reproduit dans l'ouest des Monts Tian, en Afghanistan, dans le nord du Pakistan, au nord-ouest et au centre de l'Inde, dans les régions centrale et occidentale du Népal, les populations vivant dans l'est du Pakistan et dans le sud de l'Inde migrent vers les contreforts de l'Himalaya au printemps pour la reproduction[7].
- T. p. affinis (Blyth, 1846) vit en Malaisie et à Sumatra.
- T. p. incei (Gould, 1852) se reproduit dans l'est, le nord-est et le centre de la Chine, dans l'Extrême-Orient russe et dans le nord de la Corée, les populations retrouvées dans le sud de l'Asie ne se reproduisent pas.
- T. p. insularis (Salvadori, 1887) habite l'île de Nias au large de la côte occidentale de Sumatra.
- T. p. nicobarica (Oates, 1890) habite les îles Nicobar.
- T. p. sumbaensis (Meyer, 1894) habite l'île de Sumba dans les Petites îles de la Sonde.
- T. p. floris (Büttikofer, 1894) habite les îles de Sumbawa, Florès, Lembata et Alor dans les Petites îles de la Sonde.
- T. p. procera (Richmond, 1903) vit dans le nord-ouest de l'île de Simeulue au large des côtes de Sumatra.
- T. p. ceylonensis (Zarudny & Harms, 1912) vit au Sri Lanka.
- T. p. borneensis (Hartert, 1916) habite Bornéo.
- T. p. saturatior (Salomonsen, 1933) se reproduit dans la partie orientale du Népal et du nord-est de l'Inde, dans l'est du Bangladesh et le nord de la Birmanie. Les populations de Malaisie migrent vers le nord pour se reproduire[7].
- T. p. burmae (Salomonsen, 1933) habite la région centrale de la Birmanie.
- T. p. indochinensis (Salomonsen, 1933) vit dans les régions de l'est de la Birmanie, au Yunnan dans le sud de la Chine, migre à travers la Thaïlande et l'Indochine vers la Malaisie, Sumatra et les îles avoisinantes.

## Galerie

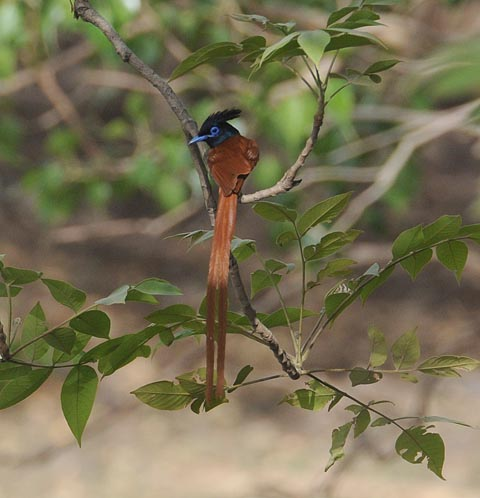
Mâle ordinaire aux plumes rouges
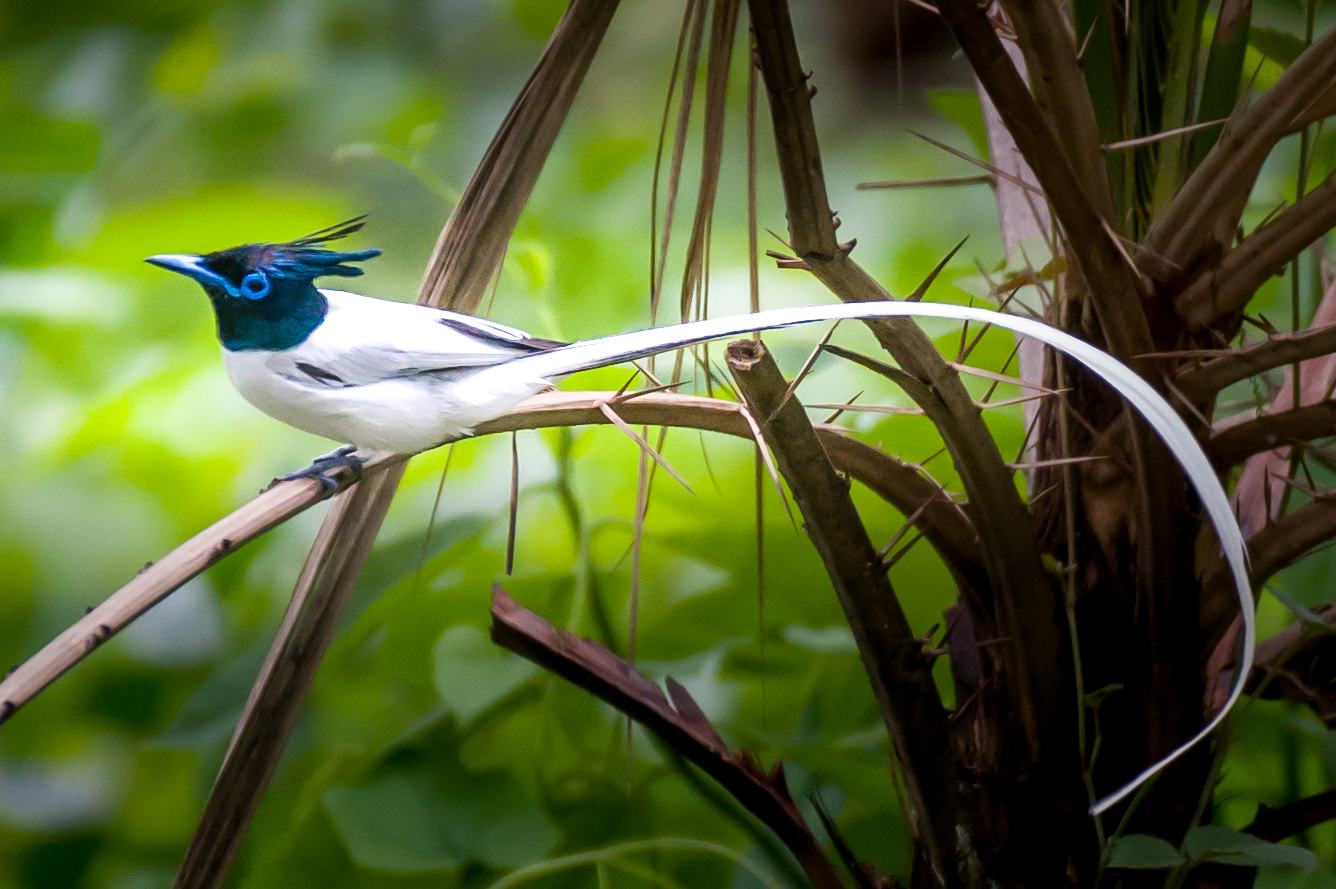
Mâle plus rare aux plumes blanches
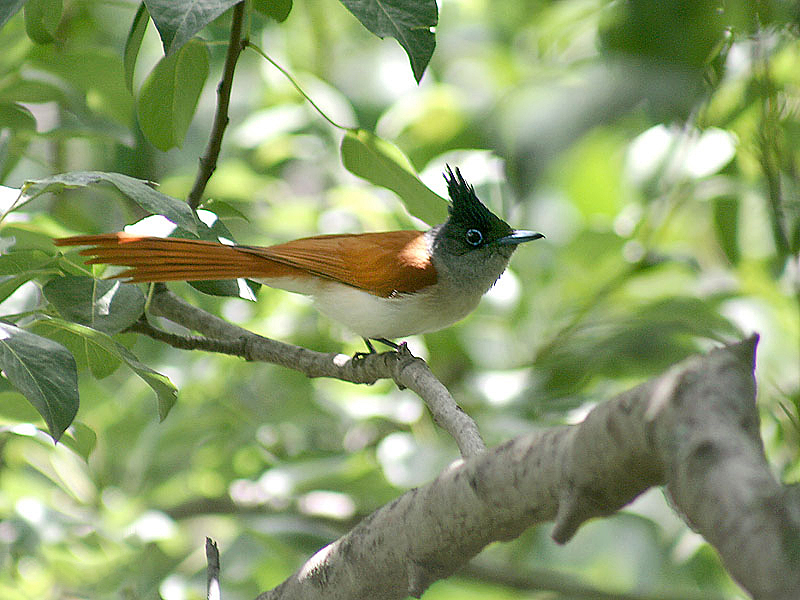
Femelle
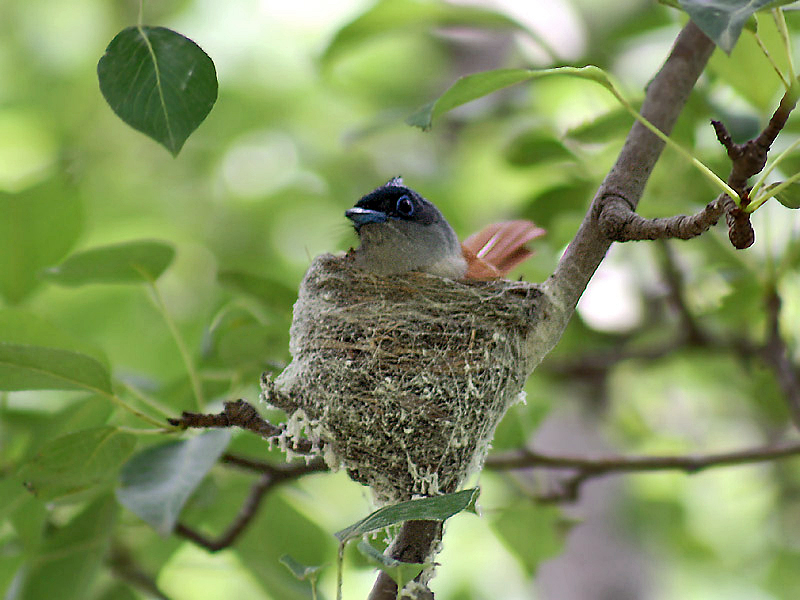
Femelle dans son nid